# کارخانه قند کهریزک
کارخانه قند کهریزک نخستین کارخانه قند ایران و واقع در ، شهر کهریزک است. این اثر در تاریخ ۱۱ دی ۱۳۸۰ با شمارهٔ ثبت ۴۶۳۵ به‌عنوان یکی از آثار ملی ایران به عنوان اثر ملی به ثبت رسید اما در ۲۵ خرداد ۱۳۹۸ به حکم دیوان عدالت اداری از فهرست آثار ملی خارج شد.
در دوران ناصرالدین شاه قاجار، میرزا علی خان امین‌الدوله امتیاز تولید قند در ایران را گرفت و با مشارکت یک کمپانی بلژیکی، «شرکت سهامی بلژیکی برای قندسازی» را به راه انداخت که مکان امروزی را برای ساخت کارخانه انتخاب کرد. چون زمین‌های آبرفتی و مساعد کشاورزی داشت. ساخت کارخانه در اول ذی‌الحجه ۱۳۱۲ (پنجم خرداد ۱۲۷۴ خورشیدی) آغاز شد و حدود یک سال بعد، پایان یافت. ظرفیت کارخانه هشتاد تا صد تن چغندر در روز و ماشین‌های آن ساخت انگلستان و از کارخانه ویلکاک بود. اما این کارخانه در سال ۱۳۱۷ قمری (۱۲۷۹ خورشیدی) ورشکسته و تعطیل شد.
از جمله علل تعطیلی کارخانه، جای آن بود که در منطقه‌ای کم‌آب بود که روستاهایش فاصله زیاد از هم دارند و نمی‌تواند چغندر مصرفی کارخانه را به بهای مناسب تأمین کند. در حدود سال ۱۳۰۵ خورشیدی، افرادی این کارخانه را خریدند و برای راه‌اندازی دوباره آن کوشیدند. در سال ۱۳۰۸ کسری ماشین‌آلات از کمپانی آلمانی وولف خریداری و نصب شد و اولین بهره‌برداری مجدد آن در سال ۱۳۱۰ صورت گرفت. دولت با گذراندن مصوبه‌ای در مجلس در ۲۵ تیر ۱۳۱۲ همه سهام کارخانه را خریدار و اداره کارخانه را به دست گرفت.
سرانجام کارخانه به علت فرسودگی ماشین آلات در ۱۳۴۳ متوقف شد و بعد از انقلاب به تصرف بنیاد مستضعفان درآمد تا این که اخیراً شرکت ساختمانی آن را خریداری کرد تا تخریب و آپارتمان‌سازی کند. این شرکت در اوائل سال ۱۳۹۵ با طرح شکایت به دیوان عدالت اداری، درخواست خروج از ثبت بنا را مطرح کرد و سرانجام حکم دلخواه خود را از این دیوان گرفت.